# Tapeinosperma alatum
Tapeinosperma alatum är en viveväxtart som beskrevs av D.E. Holland och Ph. Stevens. Tapeinosperma alatum ingår i släktet Tapeinosperma och familjen viveväxter. Inga underarter finns listade i Catalogue of Life.